# 1991 VG

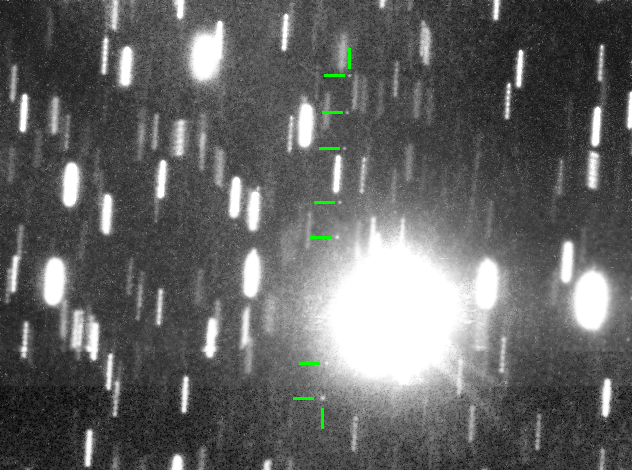
2017년 5월 30일 VLT으로 관측된 모습.

1991 VG는 1991년 11월 6일에 미국의 천문학자 제임스 스코티가 스페이스 워치를 사용하여 발견한 근지구 천체이다.